# Одного разу під Полтавою (сезон 3)
Третій сезон серіалу Одного разу під Полтавою, українського сіткому, який створено студією «Квартал-95» для телеканалу ТЕТ. Прем'ера відбулася 18 серпня 2016. Студія «Drive Production» також займається продюсуванням Одного разу під Полтавою. Сезон вміщає 20 епізодів і виходив по 16 вересня 2016.

## В ролях
| - Ірина Сопонару в ролі Яринки. - Юрій Ткач в ролі Юрчика. - Віктор Гевко в ролі Віті (кума Юрчика і Яринки). - Олександр Теренчук в ролі Сашка (дільничого). - Анна Саліванчук в ролі Віри (продавчині сільмагу) . - Олександр Данильченко в ролі діда Петра. | Другорядні дійові особи |

## Перелік серій
| Номер взагалі | Номер в сезоні | Назва                  | Режисер        | Сценарист(и)                                                                         | Дата показу     |
| --- | -------------- | ---------------------- | -------------- | ------------------------------------------------------------------------------------ | --------------- |
| 29 | 1              | «Колишній»             | Андрій Бурлака | Дмитро Голубєв, Чингіс Мазінов та Анатолій Чулков                                    | 18 серпня 2016  |
| Юрчику прийшов лист, в якому написано, що їх виселяють з будинку. Яринка сильно злиться на Юрчика і зопалу каже, що краще б одружилася не з ним, а з Антоном. І тут до них у гості заходить високий, красивий і сексуальний Антон Войтюк.                         |                |                        |                |                                                                                      |                 |
| 30 | 2              | «Декомунізація»        | Андрій Бурлака | Юрій Карагодін, Чингіс Мазінов та Анатолій Чулков                                    | 18 серпня 2016  |
| У селі оголошено декомунізацію й конкурс на нову назву села, переможцю — 1000 гривень. І друзі почали для перемоги придумувати назви. В центрі сюжету — боротьба чоловіків та жінок та об'єднання у команду.                                                      |                |                        |                |                                                                                      |                 |
| 31 | 3              | «Продаж хати»          | Андрій Бурлака | Чингіс Мазінов та Анатолій Чулков Ілля Дерменжі, Сергій Бібілов та Рустем Емірсалієв | 20 серпня 2016  |
| До Юри у гості прийшли два рієлтори й запропонували великі гроші за продаж будинку. Юрко на радощах взяв гроші, але забув — як на це відреагує Іринка. |                |                        |                |                                                                                      |                 |
| 32 | 4              | «Прибульці»            | Андрій Бурлака | Чингіс Мазінов та Анатолій Чулков Олександр Кушнаренко та Валентин Іванов            | 20 серпня 2016  |
| Юркові наснилось, що до його села прибульці прилетіли та вибрали його для контакту з Галактикою. |                |                        |                |                                                                                      |                 |
| 33 | 5              | «Боржник»              | Андрій Бурлака | Віктор Гевко, Чингіс Мазінов та Анатолій Чулков                                      | 20 серпня 2016  |
| Кум Юри мало не опинився на тому світі — пішов на річку і мало не потонув. Дільничний врятував йому життя, і тепер нещасний кум повинен полегшити життя поліцейського і розповідати все, що відбувається в їхньому селі.                                          |                |                        |                |                                                                                      |                 |
| 34 | 6              | «Форма»                | Андрій Бурлака | Чингіс Мазінов та Анатолій Чулков Олександр Кушнаренко та Валентин Іванов            | 20 серпня 2016  |
| В усі часи під Полтавою жили справжні реформатори. Ось і село, у якому живуть наші герої, вирішило приєднатися до реформ. Тепер за порядком слідкує нова поліція, яка не бере хабарі. Принаймні, у новій формі.                                                   |                |                        |                |                                                                                      |                 |
| 35 | 7              | «Оренда»               | Андрій Бурлака | Чингіс Мазінов та Анатолій Чулков Олександр Кушнаренко та Валентин Іванов            | 21 серпня 2016  |
| Юрчик з Кумом пробують себе в бізнесі. Віра виграла сертифікат у місцевий салон краси «Багіня» і поїхала на безкоштовні процедури, а Юрчика з кумом попросила підмінити її у магазині.                                                                            |                |                        |                |                                                                                      |                 |
| 36 | 8              | «Казка»                | Андрій Бурлака | Чингіс Мазінов та Анатолій Чулков Ілля Дерменжі, Сергій Бібілов та Рустем Емірсалієв | 21 серпня 2016  |
| Сусідка Яринки і Юрчика поїхала за місто і попросила посидіти з її дітьми — Тарасиком і Оленкою. Яринка пішла на ринок, а сусідських дітей залишила на чоловіка і кума.                                                                                           |                |                        |                |                                                                                      |                 |
| 37 | 9              | «Колодязь»             | Андрій Бурлака | Чингіс Мазінов та Анатолій Чулков Ілля Дерменжі, Сергій Бібілов та Рустем Емірсалієв | 25 серпня 2016  |
| Спочатку пісня «Ах, Самара, городок» присвячувалася Полтаві, адже в усі часи тут жили такі неспокійні люди. Уже третя година ночі, а Юри немає вдома. Яринка вся на нервах. Куди подівся Юрій?                                                                    |                |                        |                |                                                                                      |                 |
| 38 | 10             | «Яйце»                 | Андрій Бурлака | Чингіс Мазінов та Анатолій Чулков Олександр Кушнаренко та Валентин Іванов            | 26 серпня 2016  |
| У всі часи в Полтаві жили підприємливі люди. І кум з Юрчиком вам це доведуть. Чоловіки вирішили зайнятися бізнесом — вони планують в селі відкрити страусину ферму.                                                                                               |                |                        |                |                                                                                      |                 |
| 39 | 11             | «Теща»                 | Андрій Бурлака | Чингіс Мазінов та Анатолій Чулков Ілля Дерменжі, Сергій Бібілов та Рустем Емірсалієв | 27 серпня 2016  |
| В гості до Юрчика і Яринки несподівано приїхала теща. Але пара не дуже рада її візитуу. Вони намагаються знайти спосіб випровадити її додому. |                |                        |                |                                                                                      |                 |
| 40 | 12             | «Сліпота»              | Андрій Бурлака | Віктор Гевко, Чингіс Мазінов та Анатолій Чулков                                      | 2 вересня 2016  |
| До Юрчика прийшов кум із закордонним алкоголем, який йому подарував один німець. Але німецький спирт виявився таким міцним, що Юрко осліп. |                |                        |                |                                                                                      |                 |
| 41 | 13             | «Гість із майбутнього» | Андрій Бурлака | Чингіс Мазінов та Анатолій Чулков Олександр Кушнаренко та Валентин Іванов            | 3 вересня 2016  |
| Яринка напекла пиріжків з грибами за новим, особливим рецептом. Юркові так сподобалася страва, що він зжер цілу миску. А на вечір йому почав ввижатися Юрчик з майбутнього.                                                                                       |                |                        |                |                                                                                      |                 |
| 42 | 14             | «Спадок»               | Андрій Бурлака | Максим Неліпа, Чингіс Мазінов та Анатолій Чулков                                     | 4 вересня 2016  |
| Юрчику та Яринці прийшов лист від Канадської діаспори. У ньому колишній житель села Семен, який 30 років тому переїхав в Канаду, заповідав свій будинок сусіду, який живе справа. А праворуч від нього як раз живуть наші герої.                                  |                |                        |                |                                                                                      |                 |
| 43 | 15             | «Кролики»              | Андрій Бурлака | Віктор Гевко, Чингіс Мазінов та Анатолій Чулков                                      | 5 вересня 2016  |
| У кума з'явилася свіжа ідея для нового стартапу — на цей раз він планує розводити кролів. А Яринка влаштувалася продавчинею в місцевий магазин і тепер знає про всі покупки, які робить її чоловік.                                                               |                |                        |                |                                                                                      |                 |
| 44 | 16             | «Німці»                | Андрій Бурлака | Максим Неліпа, Чингіс Мазінов та Анатолій Чулков                                     | 9 вересня 2016  |
| Дід Петро, дільничний, Яринка і Віра вирішили на цілий день переодягтися в одяг німецьких солдатів і фрау. А Юрчик з кумом перемотували лічильник і їх вдарило струмом. Коли хлопці прийшли в себе і побачили ту компанію, то подумали, що їх перенесло в минуле. |                |                        |                |                                                                                      |                 |
| 45 | 17             | «СМТ»                  | Андрій Бурлака | Дмитро Голубєв, Чингіс Мазінов та Анатолій Чулков                                    | 10 вересня 2016 |
| Юрчик хоче увійти в історію і дати своєму селу статус СМТ. Для цього в місті повинно жити 2 000 осіб, а населення села на Полтавщині, де проживають Юрчик з Яринкою, становить 1 999. Юрчик і Яринка планують зачати дитину.                                      |                |                        |                |                                                                                      |                 |
| 46 | 18             | «Кодування»            | Андрій Бурлака | Євген Косниковський, Чингіс Мазінов та Анатолій Чулков                               | 11 вересня 2016 |
| Яринка на 5 днів поїхала з села в справах. А Юрчик з кумом пішли в запій. Тепер чоловіків чекає кодування. |                |                        |                |                                                                                      |                 |
| 47 | 19             | «Вибори»               | Андрій Бурлака | Віктор Гевко, Чингіс Мазінов та Анатолій Чулков                                      | 12 вересня 2016 |
| Сільського голову зняли з посади. Кум і Юрчик вирішили скористатися шансом і висунули себе на вільну посаду. |                |                        |                |                                                                                      |                 |
| 48 | 20             | «Півнячі бої»          | Андрій Бурлака | Олег Сьомін, Чингіс Мазінов та Анатолій Чулков                                       | 16 вересня 2016 |
| Куму в голову прийшла нова ідея для бізнесу. Він з Юрчиком вирішив організувати справжні півнячі бої. |                |                        |                |                                                                                      |                 |

## Перегляди
| Номер взагалі | Номер в сезоні | Епізод                 | Дата показу     | К-сть переглядів (мільойни) |
| ------------- | -------------- | ---------------------- | --------------- | --------------------------- |
| 29            | 1              | "Колишній"             | 18 серпня 2016  | 0.35[джерело?]              |
| 30            | 2              | "Декомунізація"        | 18 серпня 2016  | 0.37[джерело?]              |
| 31            | 3              | "Продаж хати"          | 20 серпня 2016  | 0.38[джерело?]              |
| 32            | 4              | "Прибульці"            | 20 серпня 2016  | 0.55[джерело?]              |
| 33            | 5              | "Боржник"              | 20 серпня 2016  | 0.71[джерело?]              |
| 34            | 6              | "Форма"                | 20 серпня 2016  | 0.61[джерело?]              |
| 35            | 7              | "Оренда"               | 21 серпня 2016  | 0.61[джерело?]              |
| 36            | 8              | "Казка"                | 21 серпня 2016  | 0.51[джерело?]              |
| 37            | 9              | "Колодязь"             | 25 серпня 2016  | 0.76[джерело?]              |
| 38            | 10             | "Яйце"                 | 26 серпня 2016  | 0.45[джерело?]              |
| 39            | 11             | "Теща"                 | 27 серпня 2016  | 0.72[джерело?]              |
| 40            | 12             | "Сліпота"              | 2 вересня 2016  | 0.43[джерело?]              |
| 41            | 13             | "Гість із майбутнього" | 3 вересня 2016  | 0.68[джерело?]              |
| 42            | 14             | "Спадок"               | 4 вересня 2016  | 0.49[джерело?]              |
| 43            | 15             | "Кролики"              | 5 вересня 2016  | 0.52[джерело?]              |
| 44            | 16             | "Німці"                | 9 вересня 2016  | 0.75[джерело?]              |
| 45            | 17             | "СМТ"                  | 10 вересня 2016 | 0.72[джерело?]              |
| 46            | 18             | "Кодування"            | 11 вересня 2016 | 0.65[джерело?]              |
| 47            | 19             | "Вибори"               | 12 вересня 2016 | 0.83[джерело?]              |
| 48            | 20             | "Півнячі бої"          | 16 вересня 2016 | 0.59[джерело?]              |